# Randy Samuel
Randolph Fitzgerald „Randy“ Samuel (* 23. Dezember 1963 in Point Fortin, Trinidad und Tobago) ist ein ehemaliger kanadischer Fußballspieler, der mit 82 Einsätzen im Zeitraum von 1983 bis 1997 bis September 2010 Rekordspieler der kanadischen Fußballnationalmannschaft war.
Der 185 Zentimeter große und 84 Kilogramm schwere Verteidiger begann seine Karriere 1983 bei den Edmonton Eagles in der kurzlebigen Canadian Professional Soccer League. Von 1986 bis 1988 spielte er in der niederländischen Eredivisie bei der PSV Eindhoven, wobei er 1987 ein Spiel für die erste Mannschaft der Nordbrabanter absolvierte. Von 1989 bis 1990 spielte er dann beim FC Volendam, für den er 15 Spiele absolvierte. Nachdem er zu Fortuna Sittard gewechselt war, kam er in den Jahren 1990 bis 1992 auf 32 Spiele. Für die Saisons 1993/94 und 1994/95 kehrte er nach Sittard zurück, wobei der Verein nur in der zweiten Liga spielte. In der ersteren erzielte er als Verteidiger zwei Tore. Im Jahr 1995 hatte er auch kurze Zeit einen Vertrag bei Port Vale.
Weitere Erfahrungen auf der europäischen Fußballbühne sammelte er 1997 und 1999 in Norwegen bei Zweitligist Harstad IL. Die späten Jahre seiner aktiven Karriere verbrachte Samuel in Nordamerika, wo er die Saison 1998 bei den Vancouver Whitecaps absolvierte und die von 2000 bei den Virginia Beach Mariners, beide aus der kanadischen A-League. Seine Profikarriere beendete er 2001 bei Montreal Impact.
Der in Richmond, British Columbia, aufgewachsene Samuel hatte sein erstes Länderspiel am 11. November 1983 gegen Honduras (1:3) und spielte alle drei Spiele für Kanada an dessen einziger WM-Teilnahme (Mexiko 1986). 1997 beendete er seine internationale Karriere.
2001 wurde Samuel mit dem Aubrey Sanford Meritorious Award der CSA ausgezeichnet. Zu diesem Anlass sagte der CSA-Präsident Jim Fleming über ihn: „Randy war ein Spieler, der Engagement, Intelligenz, Talent und Einsatz zeigte.“ 2006 wurde er auch in die Ruhmeshalle des kanadischen Fußballs aufgenommen. Heute hat er ein eigenes Fußballgeschäft in Richmond.